# Dmytro Truchin
Dmytro Jurijowycz Truchin, ukr. Дмитро Юрійович Трухін (ur. 29 czerwca 1983 w Łucku) – ukraiński piłkarz, grający na pozycji pomocnika.

## Kariera piłkarska

### Kariera klubowa
Wychowanek klubu Wołyń Łuck, a potem UFK Lwów, barwy których bronił w juniorskich mistrzostwach Ukrainy (DJuFL). Pierwszy trener Wasyl Wojnowicz. 15 czerwca 2000 rozpoczął karierę piłkarską w FK Lwów, a od sezonu 2001/02 występował w drugoligowej drużynie Sokił Złoczów, gdzie więcej czasu spędzał na boisku. We wrześniu 2002 rozegrał 1 mecz w składzie Desny Czernihów. Podczas przerwy zimowej sezonu 2002/03 przeniósł się do drugoligowego klubu Hazowyk-Skała Stryj. Na początku 2006 został zaproszony do pierwszoligowego klubu Krymtepłycia Mołodiżne. W lipcu 2007 przeniósł się do Stali Ałczewsk. W styczniu 2009 powrócił do Krymtepłycii Mołodiżne, dokąd zaprosił go trener Mychajło Saczko. Również przy nowych trenerach Giennadiju Morozowie i Ołeksandrze Sewidowie piłkarz pozostał liderem krymskiego zespołu. Latem 2011 został wypożyczony do pierwszoligowego klubu Howerła-Zakarpattia Użhorod, w którym występował do końca roku. W czerwcu 2011 opuścił krymski klub i zasilił skład Howerły Użhorod, który trenował były trener Ołeksandr Sewidow. Latem 2012 zdobył mistrzostwo Pierwszej Lihi, a 14 lipca 2012 debiutował w Premier-lidze. Po zakończeniu sezonu 2014/15 opuścił zakarpacki klub, a potem zakończył karierę piłkarza.

## Sukcesy i odznaczenia

### Sukcesy klubowe
- mistrz Pierwszej ligi Ukrainy: 2012
- mistrz Drugiej ligi Ukrainy: 2004